# カルロ・サラチェーニ
カルロ・サラチェーニ（Carlo Saraceni、Carlo Saracino、1579年頃 - 1620年6月16日）はイタリアの画家である。

## 略歴
ヴェネツィアの絹商人の息子とされる。1600年頃、ローマに移ってきて、彫刻家、カミッロ・マリアーニの工房で働いた後、同じ頃ローマに移ってきた画家、アダム・エルスハイマーの工房で働いたとされている。その頃、ローマでその作品が評判になっていたカラヴァッジオの影響も強く受けた。
1810年代の後半から、多くの教会の祭壇画を描いた。1616年からはジョヴァンニ・ランフランコとともにクイリナーレ宮殿の王の間 (Sala Regia) の壁画も描いた。
1620年にヴェネツィアに戻り、ドゥカーレ宮殿の 大評議会堂（Sala del Maggior Consiglio）Sala del Maggior Consiglio)に大作を描いた。ヴェネツィアで没した。

## 作品

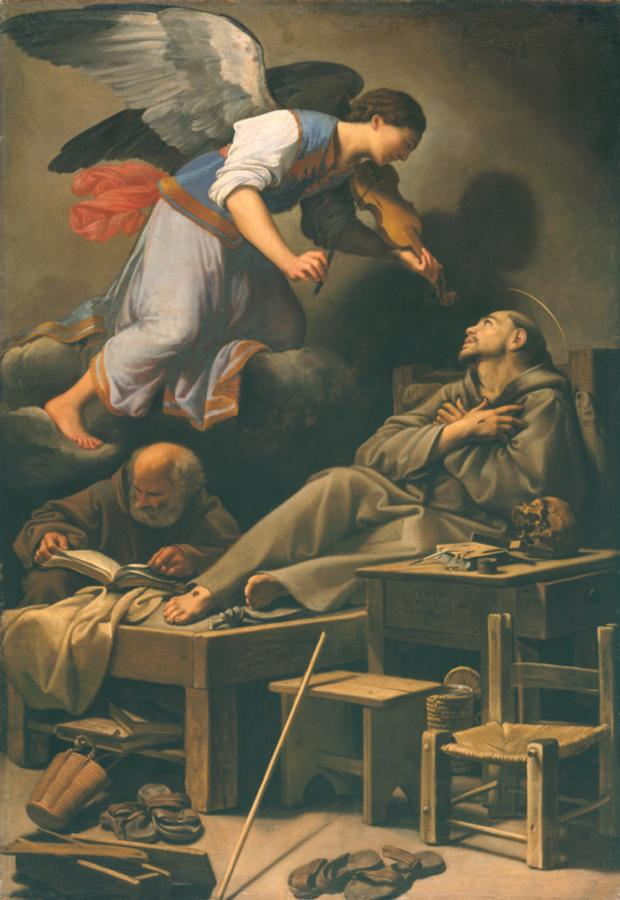
"The Vision of St Francis"
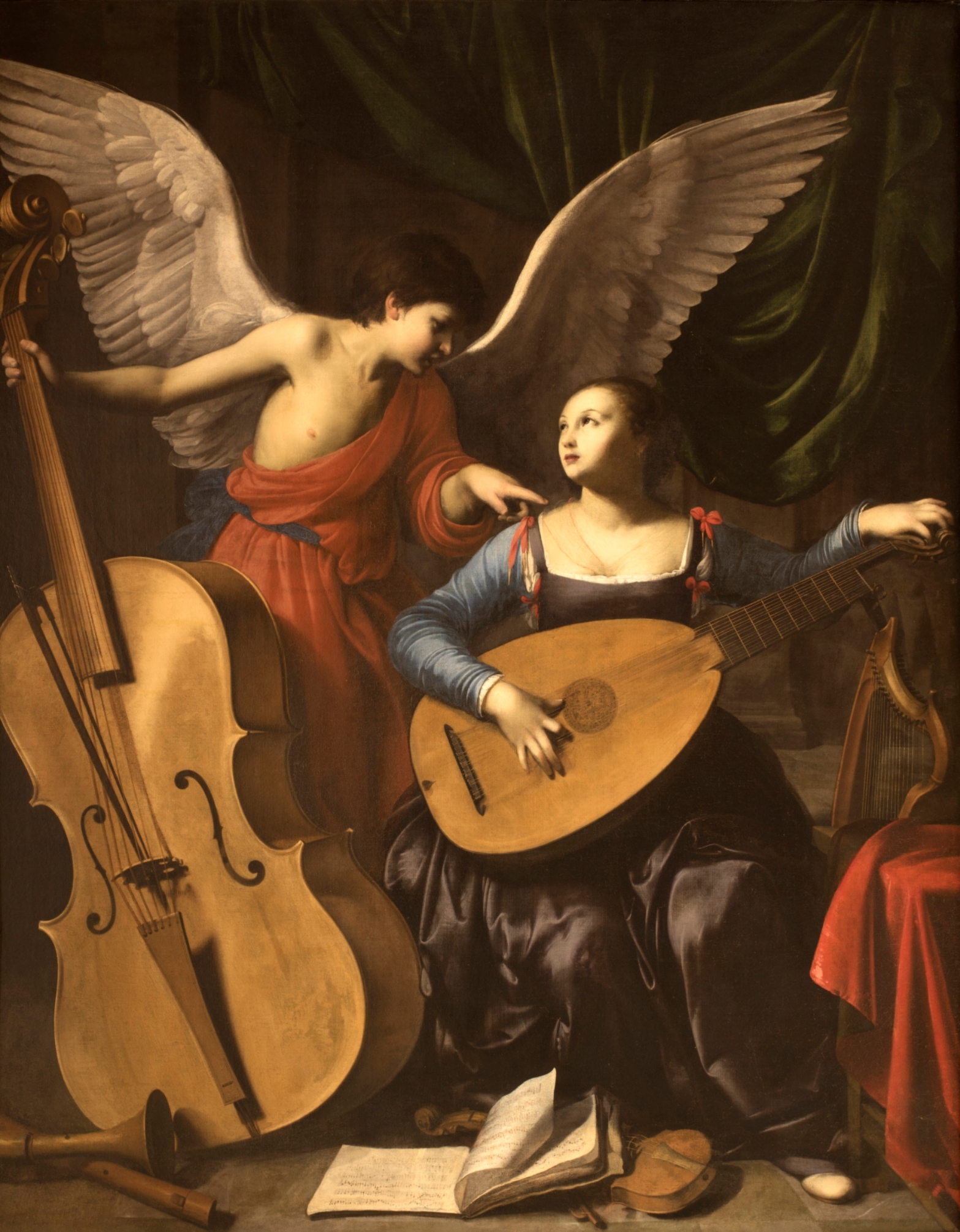
"Saint Cecilia and the Angel"
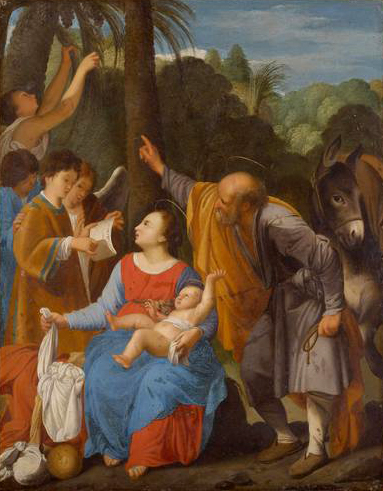
"Rest on the Flight From Egypt"
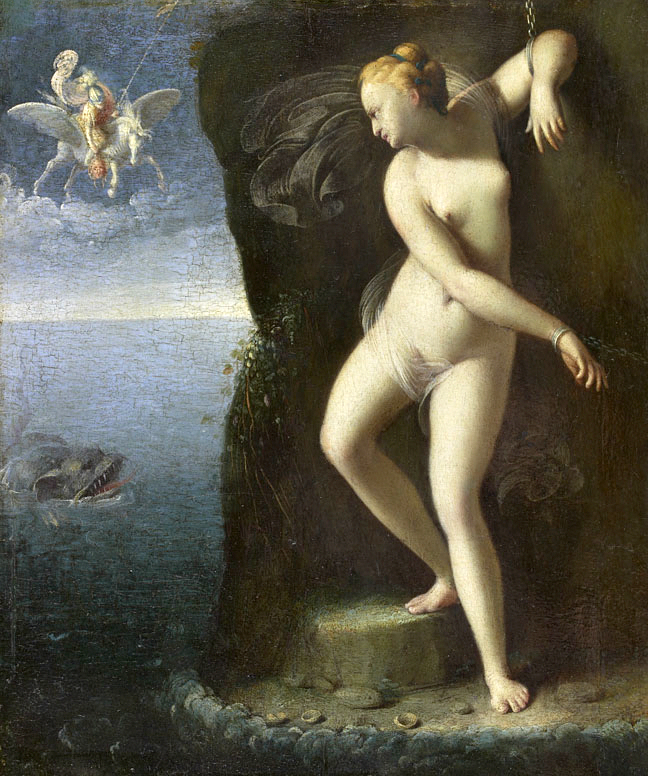
"Andromeda enchained"

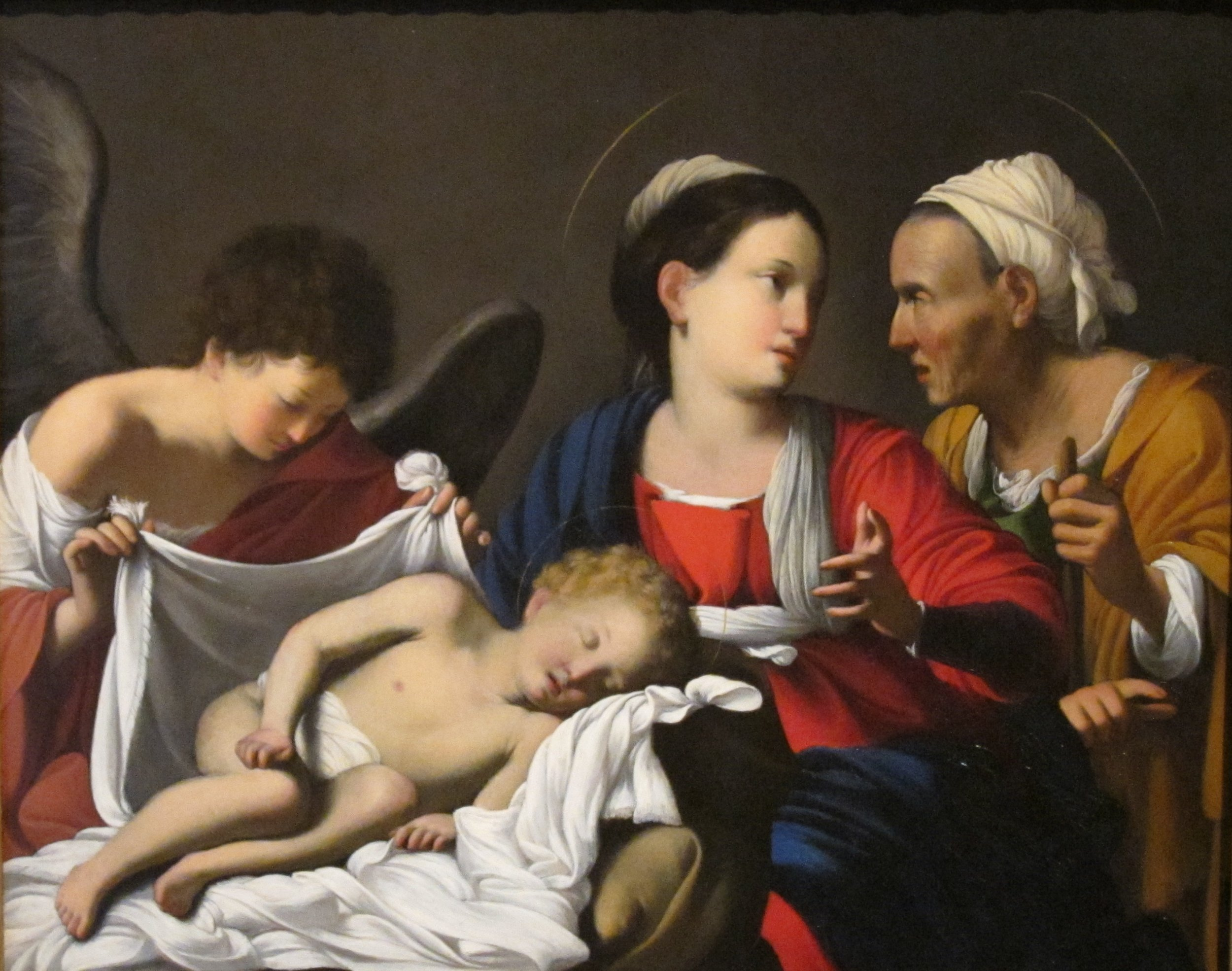
"The Madonna and Child with Saint Anne and an Angle"
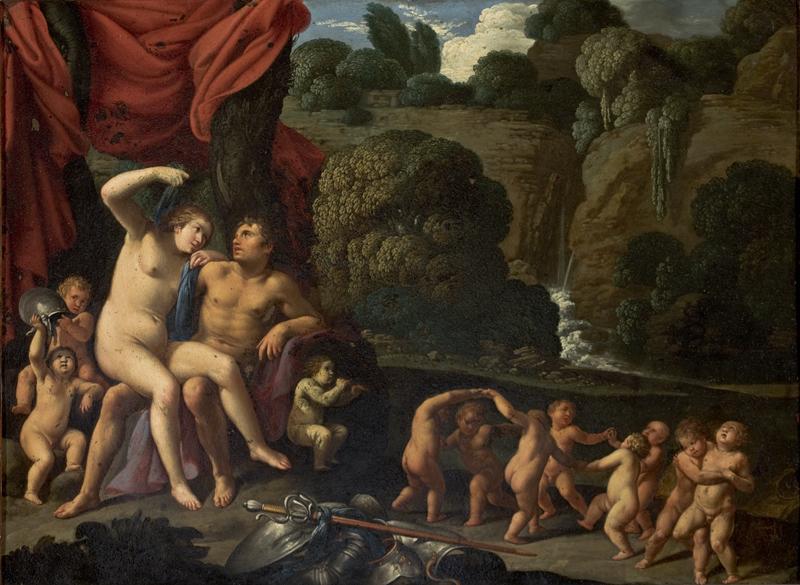
"Mars and Venus, with a Circle of Cupids and a Landscap"
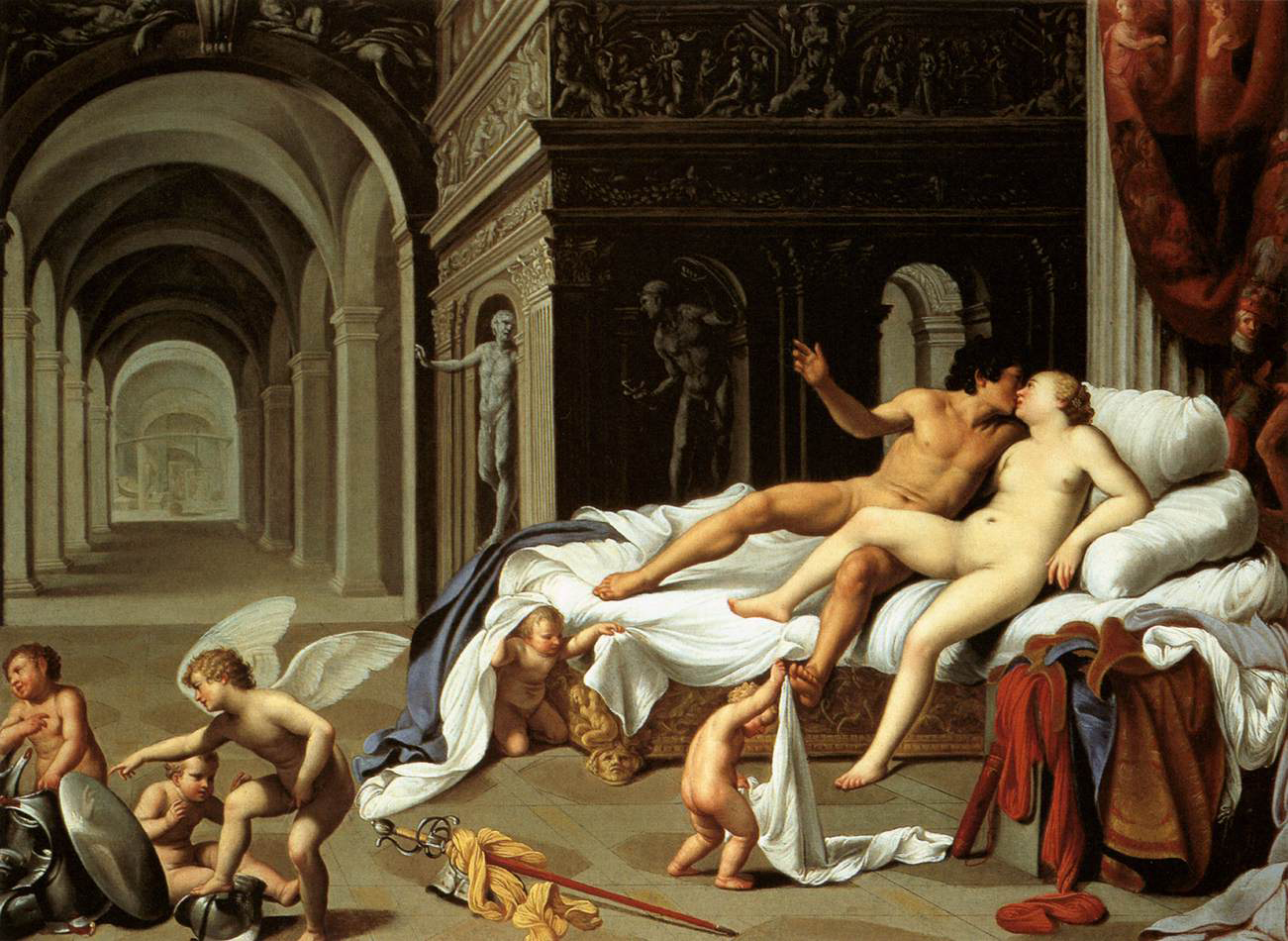
"Venus and Mars"